# Răzvan Raț
Răzvan Dincă Raț (* 26. Mai 1981 in Slatina, Kreis Olt) ist ein ehemaliger rumänischer Fußballspieler.

## Karriere

### Vereine
Raț begann seine Karriere bei Rapid Bukarest. In der Saison 2000/01 wurde er an den FCM Bacău ausgeliehen. Mit Rapid Bukarest wurde er zweimal rumänischer Meister und einmal rumänischer Pokalsieger. 2003 wechselte er zu Schachtar Donezk, wurde zu einer festen Größe auf der linken Außenverteidigerposition bei Donezk und wurde sieben Mal ukrainischer Meister und fünf Mal ukrainischer Pokalsieger. Im Sommer 2013 wechselte er dann ablösefrei zu West Ham United. Im Januar 2014 löste er seinen Vertrag mit West Ham auf. Am 13. Februar 2014 unterschrieb er bei Rayo Vallecano einen Vertrag bis Ende der Saison 2013/14. Nach eineinhalb Jahren zog es ihn nach Griechenland zu PAOK Thessaloniki, von wo er jedoch schon nach einem Jahr zu Rayo Vallecano zurückkehrte. In der Saison 2015/16 kam er zu zehn Einsätzen und stieg mit seinem Verein als 18. ab.

### Nationalmannschaft
In der rumänischen Nationalelf spielte er seit 2002 bislang über hundert Mal. Sein erstes Länderspieltor erzielte er am 28. April 2004 beim 5:1 im Freundschaftsspiel gegen Deutschland.
Sein 100. Länderspiel bestritt er am 14. Oktober 2014 in Helsinki beim 2:0 gegen Finnland in der Qualifikation für die EM 2016. Er kam in neun Qualifikationsspielen zum Einsatz und trug dazu bei, dass sich Rumänien mit den wenigsten Gegentore für die EM-Endrunde qualifizierte.
Am 12. Mai 2016 wurde er für den vorläufigen EM-Kader mit 28 Spielern nominiert und dann auch für den endgültigen Kader berücksichtigt. Er ist der einzige rumänische Spieler im Kader, der schon bei der letzten Teilnahme 2008 zum Einsatz gekommen war und kam nun auch im Eröffnungsspiel der EM gegen Gastgeber Frankreich, das mit 1:2 verloren wurde, zum Einsatz. In der zweiten Partie gegen die Schweiz wurde er beim Stand von 1:1 im Schlussdrittel ausgewechselt, im dritten und letzten Turnierspiel gegen Albanien kam er nicht zum Einsatz. Rumänien schied nach der Gruppenphase aus.

### Erfolge
Rapid Bukarest
- Rumänischer Meister (2 ×): 1999, 2003
- Rumänischer Pokal: 2002
- Rumänischer Superpokal: 2002

Schachtar Donezk
- Ukrainische Meister (7 ×): 2005, 2006, 2008, 2010, 2011, 2012, 2013
- Ukrainischer Pokal (5 ×): 2004, 2008, 2011, 2012, 2013
- Ukrainischer Superpokal (3 ×): 2005, 2008, 2010
- UEFA-Pokal-Sieger: 2009
- UEFA-Super-Cup-Finalist: 2009

## Auszeichnungen
Im März 2008 erhielt Răzvan Raț von Staatspräsident Traian Băsescu den Verdienstorden „Meritul sportiv“ III. Klasse für seine Leistungen in der Qualifikation zur Fußball-Europameisterschaft 2008.